# Caitlyn Jenner
Caitlyn Marie Jenner, geboren als William Bruce (Bruce) Jenner (Mount Kisco (New York), 28 oktober 1949), is een Amerikaanse tv-persoonlijkheid, voormalig tienkamper en transgender. Jenner werd wereldrecordhouder op de tienkamp, nam tweemaal deel aan de Olympische Spelen en werd eenmaal olympisch kampioen. Hierna profileerde ze zich als schrijver, acteur en filmproducent.
Jenner gaf in 2015 aan voortaan als vrouw door het leven te gaan onder de naam Caitlyn Jenner. Deze wijziging werd later dat jaar door de rechtbank bekrachtigd, waardoor ze inmiddels ook voor de wet een vrouw is.

## Biografie

### Olympische Spelen van 1972
In 1972 kwalificeerde Jenner zich voor de Olympische Spelen van 1972 in München en behaalde hier een tiende plaats op de tienkamp bij de mannen. Na de eerste dag lag Jenner nog op een 23e plaats. In 1974 doorbrak Jenner voor de eerste maal de 8000-puntengrens door met 8245 punten de Amerikaanse titel te winnen. Met 8308 punten won Jenner het landentoernooi tegen de Sovjet-Unie en West-Duitsland. Deze prestatie was tevens de beste jaarprestatie.

### Wereldrecords
Op 9 en 10 augustus 1975 verbeterde Jenner tijdens een wedstrijd in Eugene voor de eerste maal het wereldrecord naar 8524 punten. Het oude record werd met 70 punten overtroffen. Dat was tot dat moment in handen van de Rus Nikolaj Avilov. Omdat in Eugene de elektronische tijdwaarneming uitgevallen was, was de verbetering van het wereldrecord gering. Aan het einde van het jaar won Jenner de Pan-Amerikaanse Spelen met 8045 punten.
Op het Amerikaans kampioenschap van 1976, dat tegelijkertijd als olympische kwalificatiewedstrijd gold, verbeterde Jenner het wereldrecord op 25 en 27 juni met veertien punten. Bij deze prestatie telden ook een aantal met de hand geklokte tijden mee. Bij het verspringen werd de tweede beste prestatie geteld, omdat de beste poging met te veel rugwind gesprongen zou zijn. Deze overwinning lag vier punten boven het wereldrecord.

### Olympisch kampioen
Jenner won een gouden medaille op de Olympische Spelen van 1976 in Montreal. Na de eerste dag lag Jenner op een derde plaats met 35 punten achterstand op de West-Duitser Guido Kratschmer en de titelverdediger Nikolaj Avilov. Na het polsstokhoogspringen nam Jenner de leiding over in het klassement. Als sterke speerwerper en 1500 meterloper kon Jenner de voorsprong op de laatste twee onderdelen uitbouwen. Met een recordscore van 8618 punten eindigde Jenner voor Guido Kratschmer (zilver) en Nikolaj Avilov (brons). Het record is omgerekend naar de nieuwe tabellen 8634 punten waard. In datzelfde jaar werd Jenner verkozen tot de beste Amerikaanse amateuratleet en onderscheiden met de James E. Sullivan Award.

### Privé
Na het winnen van het olympisch goud stopte Jenner met het deelnemen aan professionele sporten en begon een acteercarrière. In 1986 werd Jenner opgenomen in de US Olympic Hall of Fame.
Van 1991 tot 23 maart 2015 was Jenner getrouwd met Kris Houghton. Het samengestelde gezin van Jenner en Houghton stond vanaf 2007 centraal in de Amerikaanse realityserie Keeping Up with the Kardashians, waarin naast hun gezamenlijke kinderen Kendall en Kylie Jenner ook de kinderen van Houghton uit haar eerdere huwelijk met advocaat Robert Kardashian te zien waren. Houghton was de derde vrouw van Jenner, wiens eerdere huwelijken gezamenlijk vier kinderen hadden opgeleverd.

#### Transgender
In 2015 gaf Jenner aan verder als vrouw door het leven te gaan en voortaan de naam Caitlyn als voornaam te voeren. Tevens was Jenner na de transitie twee seizoenen te zien in een eigen realityserie, I Am Cait.

## Titels
- Olympisch kampioen tienkamp - 1976

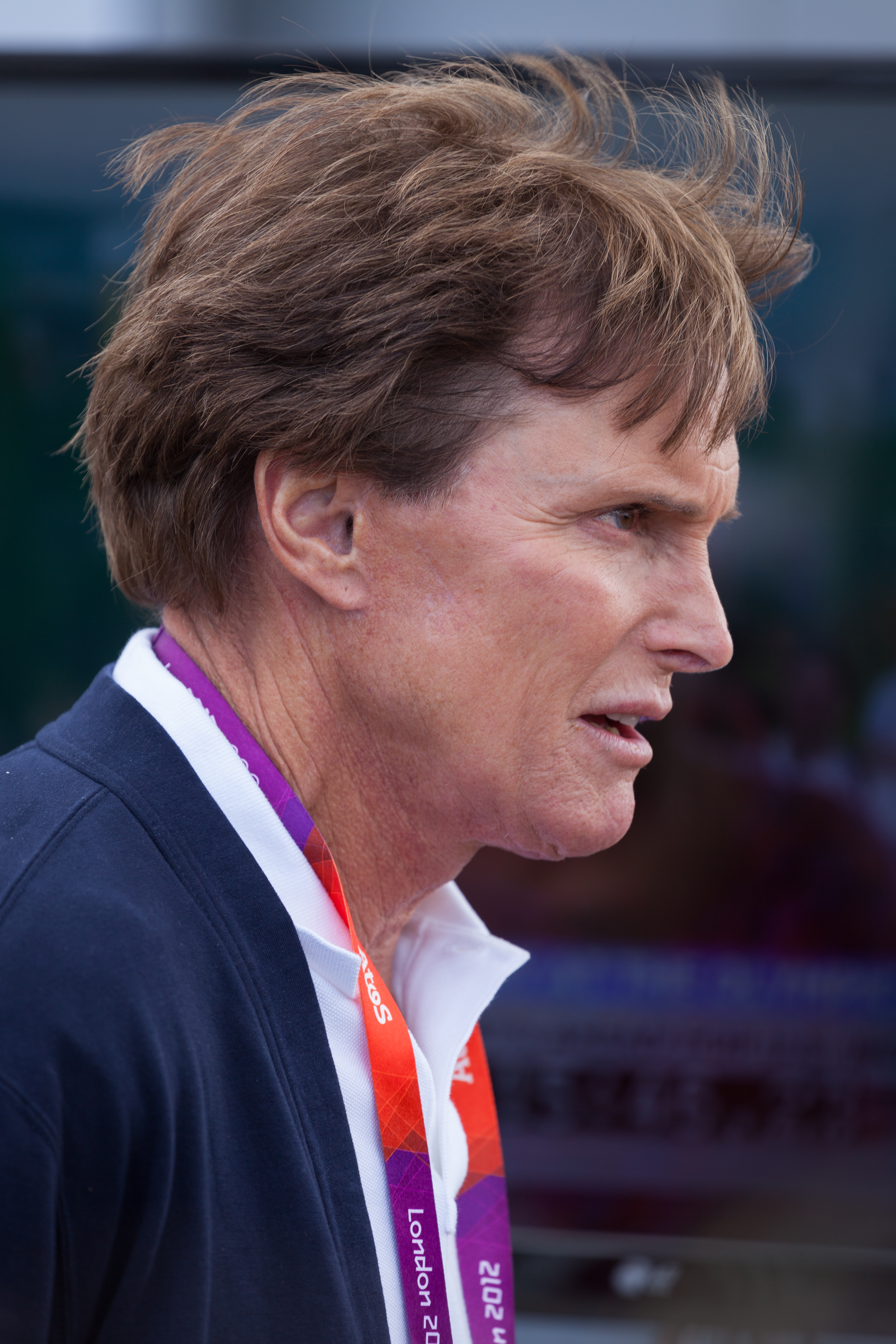
Jenner, voor de gender-transitie, bij de Olympische Zomerspelen van 2012 als verslaggever voor E! News.

- Pan-Amerikaans kampioen tienkamp - 1975
- Amerikaans kampioen tienkamp - 1974, 1976

## Wereldrecords
| Punten | Datum            | Plaats   |
| ------ | ---------------- | -------- |
| 8524   | 10 augustus 1975 | Eugene   |
| 8538   | 26 juni 1976     | Eugene   |
| 8618   | 30 juli 1976     | Montreal |

## Persoonlijk record
| Onderdeel | Prestatie | Datum | Plaats   |
| --------- | --------- | ----- | -------- |
| tienkamp  | 8618 p    | 1976  | Montreal |

## Palmares

### Tienkamp
- 1972: 10e OS - 7722 p
- 1975:  Pan-Amerikaanse Spelen - 8045 p
- 1976:  OS - 8618 p

## Onderscheidingen
- James E. Sullivan Award - 1976
- Associated Press Male Athlete of the Year - 1976
- Bay Area Sports Hall of Fame - 1994
- Woman of the year 2015[5]

- Bibsys: 1492764532594
- Biblioteca Nacional de España: XX1645268
- Bibliothèque nationale de France: cb16576334w (data)
- Gemeinsame Normdatei: 129680133
- World Athletics: 14346300
- International Standard Name Identifier: 0000 0000 7871 7264
- Library of Congress Control Number: n79022162
- MusicBrainz: f1f4de73-0006-428d-b670-8b6447056703
- SNAC: w6sw0gkb
- Virtual International Authority File: 90151776730518010019

1904: Tom Kiely ·
1912: Jim Thorpe ·
1920: Helge Løvland ·
1924: Harold Osborn ·
1928: Paavo Yrjölä ·
1932: James Bausch ·
1936: Glenn Morris ·
1948: Bob Mathias ·
1952: Bob Mathias ·
1956: Milt Campbell ·
1960: Rafer Johnson ·
1964: Willi Holdorf ·
1968: Bill Toomey ·
1972: Nikolaj Avilov ·
1976: Bruce Jenner ·
1980: Daley Thompson ·
1984: Daley Thompson ·
1988: Christian Schenk ·
1992: Robert Změlík ·
1996: Dan O'Brien ·
2000: Erki Nool ·
2004: Roman Šebrle ·
2008: Bryan Clay ·
2012: Ashton Eaton ·
2016: Ashton Eaton ·
2020: Damian Warner ·
2024: Markus Rooth